# The Unfairground
The Unfairground è un album in studio del cantautore britannico Kevin Ayers, pubblicato nel 2007. Si tratta dell'ultimo disco dell'artista, deceduto nel 2013.

## Tracce
1. Only Heaven Knows – 2:47
2. Cold Shoulder – 3:09
3. Walk on Water – 3:14
4. Friends and Strangers – 3:36
5. Shine a Light – 3:47
6. Wide Awake – 2:54
7. Baby Come Home – 2:36
8. Brainstorm – 4:31
9. Unfairground – 3:51
10. Run, Run, Run – 3:37